# The Night Comes Down
«The Night Comes Down» (в переводе с англ. — «Наступает ночь») — песня, британской рок-группы Queen с одноимённого альбома, написанная гитаристом Брайаном Мэем.

## О песне
По мнению критика из AllMusic, данная баллада — один из примеров высокого уровня группы в написании и исполнении песен. В этой амбициозной песне тонкая мелодичность и жёсткая аранжировка создают интригующее слияние баллады и рока. Гитарное сопровождение песни подчёркивает навыки Брайана: легкое, звонкое звучание акустической гитары играется во время куплетов, а электрическая слайд-гитара поддерживает припев. Текст песни затрагивает ностальгию человека по детству и тяжести взрослой жизни. Она напоминает битловскую «Lucy in the Sky with Diamonds». Также она вносит разнообразие в стиль своего альбома. Это одна из немногих песен, исполняемых на концертах группой задолго до их официального релиза на альбомах.

## Участники записи
- Фредди Меркьюри — вокал
- Брайан Мэй — акустическая и электрическая гитары, бэк-вокал
- Джон Дикон — бас-гитара
- Роджер Тейлор — ударные, бэк-вокал